# Рунас
Рунас — река в России, протекает по Вологодскому району Вологодской области. Устье реки находится в 68 км по правому берегу реки Тошня. Длина реки составляет 24 км.
Исток Рунаса находится на Вологодской возвышенности на границе с Шекснинским районом в заболоченном лесу к югу от деревни Новгородово (Старосельское сельское поселение) и в 45 км к юго-западу от Вологды. Здесь проходит водораздел бассейнов Северной Двины и Волги, рядом с истоком Рунаса находятся истоки нескольких ручьёв, принадлежащих бассейну Сегжи.
Генеральное направление течения — север, крупных притоков нет. В среднем течении на правом берегу реки — деревни Новгородово и Деревягино. Рядом с местом впадения Рунаса в Тошню стоит деревня Ломтево.

## Данные водного реестра
По данным государственного водного реестра России относится к Двинско-Печорскому бассейновому округу, водохозяйственный участок реки — Северная Двина от начала реки до впадения реки Вычегда, без рек Юг и Сухона (от истока до Кубенского гидроузла), речной подбассейн реки — Сухона. Речной бассейн реки — Северная Двина.
Код объекта в государственном водном реестре — 03020100312103000006455.